# Idioptera fasciolata
Idioptera fasciolata là một loài ruồi trong họ Limoniidae. Chúng phân bố ở miền Tân bắc.